# The Tick (série télévisée)
Pour les articles homonymes, voir The Tick (homonymie).
 (février 2018).
Si vous disposez d'ouvrages ou d'articles de référence ou si vous connaissez des sites web de qualité traitant du thème abordé ici, merci de compléter l'article en donnant les références utiles à sa vérifiabilité et en les liant à la section « Notes et références ».
The Tick est une série télévisée américaine en 22 épisodes d'environ 25 minutes créée par Ben Edlund, tirée de son comics du même nom et diffusée du 18 août 2016 au 5 avril 2019 sur Prime Video.

## Synopsis
Dans un monde où les superhéros sont réels depuis plus d'un siècle, un homme sans aucun pouvoir, est traumatisé par la mort de son père. Il est certain que son tueur est encore en vie, ce que sa famille prend pour de la paranoia accompagnée d'hallucinations. Mais Arthur est sûr de lui et se lance seul sur les traces de La Terreur. 
C'est au cours de cette mission qu'il rencontre La Tique, qui lui, est un vrai super-héros, doté d'un étrange costume bleu qui est soudé à sa peau et semble être en mutation. Il apparaît que ce costume soit la cause d'une amnésie, il n'a aucun souvenir avant la nuit de sa rencontre avec Arthur. 
La Tique, impressionnée par le sens de la justice de ce dernier, se prend d'affection pour lui et à force d'insistance finit par le convaincre de devenir son second. C'est ainsi qu'il devient Arthur, un héros habillé d'un super costume high-tech à l'épreuve des balles, qui peut voler et qui lui donne l'air d'une mite. Ensemble ils vont tenter de sauver The City des griffes de La Terreur et de son terrible bras droit, la mystérieuse Miss Griffe.

## Distribution

### Acteurs principaux
- Peter Serafinowicz (VF : Pierre Tessier) : The Tick
- Griffin Newman (VF : Hervé Rey) : Arthur Everest
- Valorie Curry (VF : Angèle Humeau) : Dot Everest
- Brendan Hines (VF : Jean-Pierre Michaël) : Supermoi
- Yara Martinez (VF : Véronique Desmadryl) : Miss Griffe / Janet / Jeanne d'Arc
- Scott Speiser (VF : Thomas Roditi) : Destructor / Le tireur / Esteban
- Jackie Earle Haley (VF : Vincent Violette) : La Terreur

### Acteurs récurrents
- Michael Cerveris (VF : Charles Borg) : Ramses IV
- Bryan Greenberg (VF : François Santucci) : Derek
- Alan Tudyk (VF : François Raison) : Dangerboat (Supersonar) (voix)
- Townsend Coleman (VF : Philippe Spiteri) : Midnight/Onward (voix)
- Kyle Catlett : Arthur Everest jeune
- Kahlil Ashanti (VF : Jean-Paul Pitolin) : Goat
- Devin Ratray (VF : Gilles Morvan) : Tinfoil Kevin  (Kevin Feuille d'Aluminium)
- Ryan Woodle (VF : Julien Bocher) : Clifford Richter/V-L-M (Very Large Man)
- Joshua Schubart (VF : Nicolas Justamon) : Frank
- Paul Moon : Khufu
- John Pirkis (VF : Emmanuel Karsen) : Dr. Karamazov
- Richie Moriarty : Thomas Everest
- Francois Chau (VF : Christophe Seugnet) : Walter
- Patricia Kalember (VF : Luce Mouchel) : Joan Everest
- Liz Vassey (VF : Karl-Line Heller) : Homarcule (voix)
- Juliet Pritner (VF : Maëlle Genet) : Général Julie McGinnis
- Tyler Bunch (VF : Bruno Magne) : Stosh
- Matt Gehring (VF : Sébastien Finck) : Larry
- Adam Henry Garcia (VF : Franck Sportis) : Bronze Star
- John Hodgman (VF : Laurent Mantel) : Hobbes
- Dawn McGee (VF : Juliette Poissonnier) : Hannity
- Teodorina Bello (VF : Isabelle Leprince) : Ouma
- Steven Ogg (VF : Jérémy Prévost) : Flexon
- Marc Kudisch (VF : Stefan Godin) : Ty Rathbone
- Clara Wong (VF : Geneviève Doang) : Veranda/Miranda
- Clé Bennett (VF : Jean-Baptiste Anoumon) : Sage
- Happy Anderson (VF : Frédéric Souterelle) : Donny Donnelly

## Production
Cette série a été commandée par Amazon Video, elle comporte douze épisodes lors de cette première saison. Le pilote a été diffusé le 15 août 2016 puis la moitié des épisodes (2–6) ont d'abord été diffusés le 25 août 2017. La deuxième moitié (épisodes 7-12) quant à elle a été diffusée le 23 février 2018.
Dès le 17 janvier 2018, Amazon a commandé une deuxième saison de dix épisodes, disponible depuis le 5 avril 2019.
Le 16 mai 2019, Amazon annule la série.

## Épisodes

### Première saison (2017-2018)
1. Le Retour de la Terreur (Pilot)
2. Où ai-je l'esprit (Where's My Mind)
3. Identités secrètes (Secret / Identity)
4. Invité surprise (Party Crashers)
5. Les Ailes de l'angoisse (Fear of Flying)
6. Renaissance (Rising)
7. Les Contes de la Crypte (Tale from the Crypt)
8. Comme un chien dans un jeu de quilles (After Midnight)
9. Je suis un robot (My Dinner with Android)
10. Bismuth fatal (Risky Bismuth)
11. Le Début de la fin (The Beginning of the End)
12. La Fin du début (du début de l'aube de l'ère des super-héros) (The End of the Beginning (of the Start of the Dawn of the Age of Superheroes))

### Deuxième saison (2019)
1. Leçon numéro une : réfléchis vite (Lesson One: Think Quick!)
2. AEGIS et vous (A.E.G.I.S and You)
3. Le Comptable (Hot Beige!)
4. Anniversaire de sang (Blood and Cake)
5. La Magie existe (Magic is Real)
6. Les Catégories (Categorically Speaking)
7. Heigh Ho, Lei-Lo ! (Lei-Lo, Ho!)
8. Joan ! (Joan!)
9. Dans les bois (In the Woods)
10. Choisis l'amour ! (Choose Love!)